# Bărăganul
Bărăganul is een Roemeense gemeente in het district Brăila.
Bărăganul telt 3430 inwoners.